# Monolepta arvensis
Monolepta arvensis is een keversoort uit de familie bladkevers (Chrysomelidae). De wetenschappelijke naam van de soort werd in 1957 gepubliceerd door Gilbert Ernest Bryant.